# Hincksipora stenostoma
Hincksipora stenostoma is een mosdiertjessoort uit de familie van de Hincksiporidae. De wetenschappelijke naam van de soort is voor het eerst geldig gepubliceerd in 1871 door Smitt.